# Krummerup Sogn
Krummerup Sogn er et sogn i Næstved Provsti (Roskilde Stift).
I 1800-tallet var Fuglebjerg Sogn anneks til Krummerup Sogn. Begge sogne hørte til Øster Flakkebjerg Herred i Sorø Amt. Krummerup-Fuglebjerg sognekommune blev senere delt så hvert sogn var en selvstændig sognekommune. Ved kommunalreformen i 1970 blev både Krummerup og Fuglebjerg indlemmet i Fuglebjerg Kommune, der ved strukturreformen i 2007 indgik i Næstved Kommune.
I Krummerup Sogn ligger Krummerup Kirke.
I sognet findes følgende autoriserede stednavne:
- Bendslev (bebyggelse, ejerlav)
- Flemstofte (bebyggelse, ejerlav)
- Haldager Gårde (bebyggelse)
- Haldager Mark (bebyggelse)
- Haldagermagle (bebyggelse, ejerlav)
- Katrineholm Hgd. (ejerlav, landbrugsejendom)
- Katrineholms Piber (areal)
- Krummerup (bebyggelse, ejerlav)
- Krummerup Enghave (bebyggelse)
- Lystager Torp (bebyggelse, ejerlav)
- Nortved (bebyggelse)
- Saksenborg (bebyggelse)
- Stubbeskov (areal)